# O Sonho de Cipião

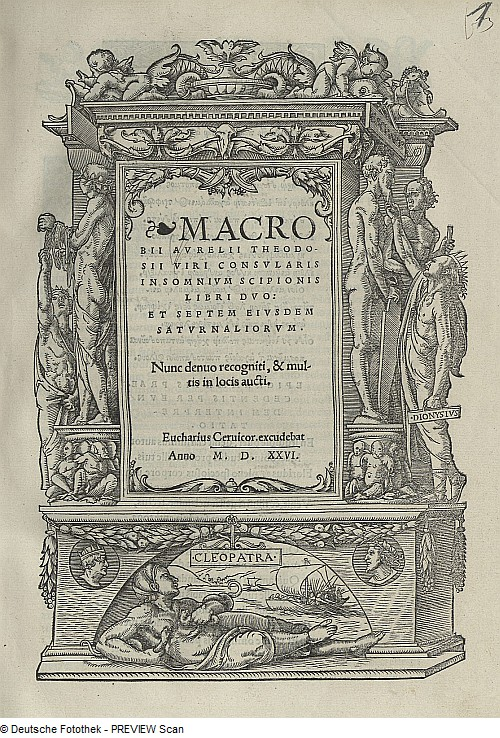
Fronstispício de uma edição de 1526 do comentário de Macróbio ao Sonho de Cipião.

O Sonho de Cipião (em latim, Somnium Scipionis Ciceronis ex sexto libro de republica) é um fragmento da obra De re publica (A República) do romano Marco Túlio Cícero, composta em torno de 50 a.C., que tem um objetivo didático, moralizante e escatológico. 
O Sonho narra um sonho que Cipião Emiliano teria tido por ocasião de uma visita a Massinissa, rei da Numídia, um aliado de sua família. Ao chegar Emiliano foi recebido festivamente pelo rei, e após um banquete passaram longas horas recordando os feitos e virtudes de Cipião Africano, avô adotivo do outro. Após a palestra, retirando-se cansado para seus aposentos, Emiliano cai logo no sono, quando tem o dito sonho. Nele aparece-lhe o Africano, profetizando para o neto uma vida cheia de dificuldades na família e na carreira política. Emiliano se atemoriza com a perspectiva de tantos sofrimentos futuros, mas o Africano incita-o à coragem e à perseverança, fazendo-o saber que o prêmio da virtude é a beatitude eterna. Logo após aparece seu pai natural, Lúcio Emílio Paulo Macedônico, que de um lugar alto e iluminado o faz contemplar a perfeita ordem do cosmos e a música das esferas, descreve a geografia da Terra e os diferentes costumes dos povos, e colocando a Terra contra esse cenário grandioso e infinito demonstra-lhe a insignificância das glórias humanas, que são pequenas, fugazes e vãs, ensinando-o a preferir os valores mais altos e eternos e desprezar a fama e louvor humano, mas sem fazê-lo abandonar o desempenho dos seus deveres práticos.
De re publica chegou aos dias de hoje incompleta, mas o fragmento do Sonho, que lhe servia de conclusão, foi transmitido em separado por vários meios desde a Antiguidade e se conservou íntegro. Sua principal via de transmissão foi um comentário de Macróbio, que situou o texto no panorama filosófico da época e foi também o principal responsável por revesti-lo de uma grande autoridade moral e metafísica. A interpretação de Macróbio foi uma referência para vários outros influentes escritores antigos, medievais e modernos, como Boécio, Cassiodoro, Isidoro de Sevilha, Dante Alighieri e Pietro Metastasio (seu livreto do mesmo nome da ópera foi colocado em música entre outros por Wolfgang Amadeus Mozart). Juan Luis Vives publicou outro comentário em 1520 que abalou a posição hegemônica da visão macrobiana, numa época em que as edições de Cícero se multiplicavam e eram largamente divulgadas pela imprensa nascente.

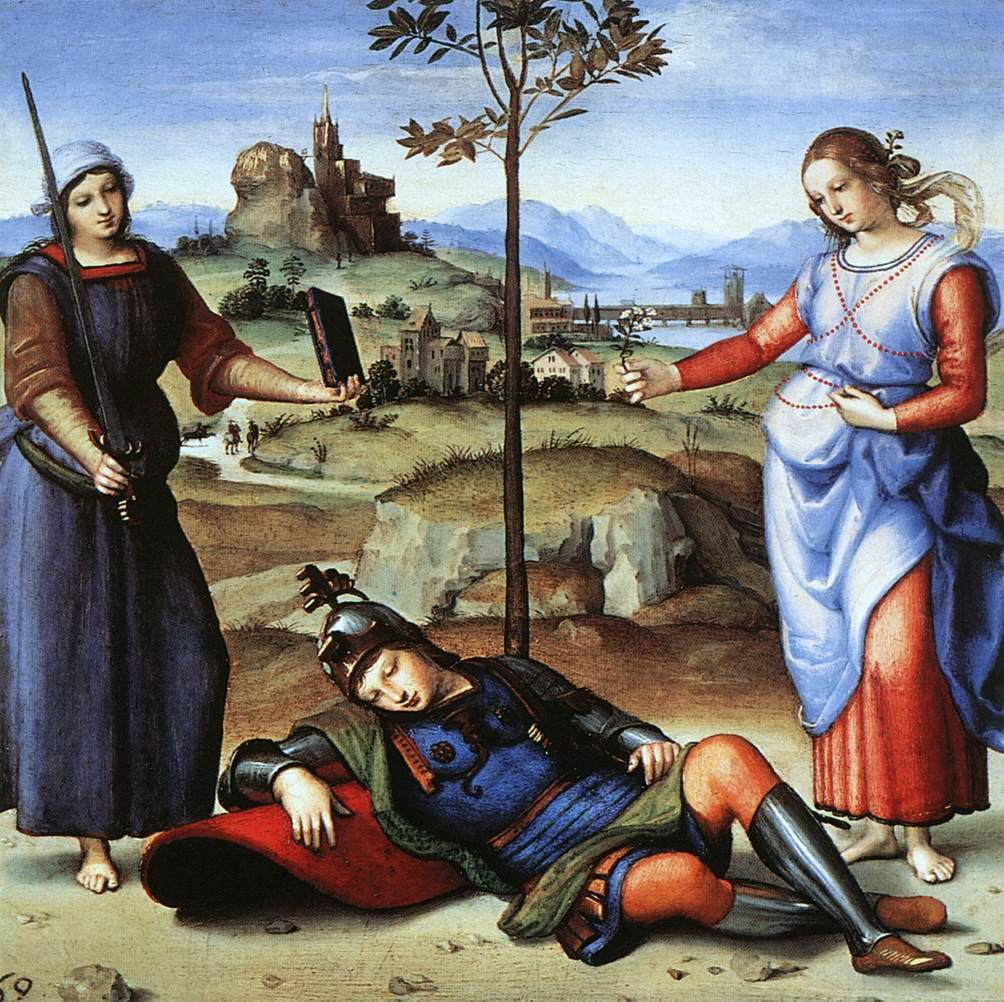
Visão de um cavaleiro, de Rafael, c. 1504, obra considerada por muitos críticos uma alegoria do Sonho de Cipião, onde ele deve escolher entre a Virtude e o Prazer, personificados pelas duas damas. Galeria Nacional de Londres.

Além de ser uma defesa da moralidade pessoal, da virtude cívica e dos valores do estoicismo, o texto tem como objetivo principal afirmar a imortalidade da alma. Ao mesmo tempo, prega a existência de um único Deus e de um paraíso como recompensa das boas obras, e incorpora elementos do idealismo platônico e do misticismo órfico-pitagórico. Unindo retórica e filosofia, escrito quando Cícero já era um homem experiente em negócios de Estado, e inspirado no modelo do Mito de Er que aparece em A República de Platão, o texto fez uma adaptação de tradições greco-helenísticas para a mentalidade romana que foi muito influente em sua época. Suas características lhe permitiram ainda uma notável harmonização com a doutrina cristã, garantindo-lhe uma ampla aceitação posterior como um código de ética e um modelo de vida, especialmente para quem se envolvesse nos assuntos públicos e palacianos.
Segundo Maria Teresa Schiappa de Azevedo, o texto é uma das melhores ilustrações da tradição romana de dedicação ao serviço público, ao bem coletivo e aos ideais de paz e justiça, sintetizado "uma noção de herói cuja prevalência política o estoicismo foi desenvolvendo, noção que recupera o valor religioso atribuído aos heróis da mitologia grega e à heroização em geral de seres humanos excepcionais". Nas palavras de Acílio da Silva Estanqueiro Rocha, "se a prática da virtude política é enaltecida, apresentada como atividade digna do sábio, é porque o bom exercício do governo é um requisito para que as virtualidades da sabedoria estejam em consonância com o Cosmos: somos então transportados, em estilo elegante e espiritualista, a uma paisagem cósmica espiritual, onde nos sentimos em contato com o infinito do espaço e a eternidade do tempo, com que Cícero encerra a sua obra [A República] numa tensão entre vida contemplativa e vida ativa". Para Juvino Alves Maia Júnior,
"O caráter romano mostra-se ampliado na narrativa do sonho, quem deve enfrentar o destino é o próprio Cipião [...]. Cipião é sem dúvida um herói romano, porém isso não basta para dar autenticidade à narrativa de um sonho; faz-se necessário que os ancestrais deste herói o ensinem a direcionar sua vida para o que há de mais sublime: Cipião Africano e Paulo Emílio. O primeiro, [...] herói com todas as glórias, o segundo, seu pai, vencedor da batalha de Pidna; ambos representam a formação moral e familiar que as letras gregas não poderiam suprir no futuro guardião da cidade. A raiz desse sonho também está no mito: na Eneida (VI, 755-892), Anquises mostra a Eneias o futuro de sua geração com toda a glória do futuro. Com isso, a narrativa de Cícero modela-se na de Platão, mas toma seu próprio rumo; talvez possa-se pensar que ao modelo de Platão Cícero juntou o método de Aristóteles, conseguindo um resultado menos filosófico do que demonstram as idéias de Platão e mais adequado às necessidades de sua época e circunstância política".
O Sonho também foi uma peça importante para divulgar no ocidente o conceito da música das esferas, que foi integrado à cosmologia cristã e a diversas correntes musicais, filosóficas e místicas. Disse Jamie James que "se Platão estabeleceu a visão pitagórica do cosmos musical na corrente principal do pensamento superior, com O Sonho de Cipião ela se tornou um lugar-comum. Depois de Cícero encontra-se o conceito em toda parte".